# Stine Skogrand
Stine Ruscetta Skogrand (* 3. März 1993 in Bergen, Norwegen) ist eine norwegische Handballspielerin. Sie spielt im rechten Rückraum sowie auf Rechtsaußen.

## Karriere
Stine Skogrand spielte anfangs für die norwegischen Vereine Fyllingen und TIF Viking. Später schloss sich Skogrand Tertnes IL an, für den sie in der höchsten norwegischen Spielklasse sowie im Europapokal auflief. Ab der Saison 2016/17 stand sie beim dänischen Erstligisten Silkeborg-Voel KFUM unter Vertrag. Seit dem Sommer 2018 läuft sie für Herning-Ikast Håndbold auf. Ab dem Oktober 2018 pausierte sie schwangerschaftsbedingt. 2019 gewann sie mit Herning-Ikast den dänischen Pokal. Zwischen November 2021 und dem Sommer 2022 befand sie sich in ihrer zweiten Schwangerschaftspause. Im Sommer 2022 benannte sich ihr Verein in Ikast Håndbold um. Mit Ikast gewann sie 2023 die EHF European League.
Skogrand gewann 2010 die Silbermedaille bei der U-18-Handball-Weltmeisterschaft der Frauen. Für die norwegische Nationalmannschaft gab sie am 20. April 2013 gegen Südkorea ihr Länderspieldebüt. Die Norwegerin gewann bei der Weltmeisterschaft 2015 die Goldmedaille. Ein Jahr später gewann sie bei der Europameisterschaft ebenfalls die Goldmedaille. 2017 gewann sie die Silbermedaille bei der Weltmeisterschaft in Deutschland. Bei der Europameisterschaft 2020 gewann sie ihren zweiten EM-Titel. Im Turnierverlauf erzielte sie 19 Treffer. Mit der norwegischen Auswahl gewann sie die Bronzemedaille bei den Olympischen Spielen in Tokio. Skogrand erzielte im Turnierverlauf insgesamt 20 Treffer. Bei der Europameisterschaft 2022 verteidigte sie mit Norwegen den Titel. Skogrand steuerte fünf Treffer zum Erfolg bei. Im folgenden Jahr errang sie die Silbermedaille bei der Weltmeisterschaft, bei der sie 27 Tore warf. Bei den Olympischen Spielen in Paris gewann sie die Goldmedaille. Im selben Jahr gewann sie einen weiteren Titel bei der Europameisterschaft.

## Privates
Skogrand ist mit dem norwegischen Handballspieler Eivind Tangen liiert.